# Seznam yorských biskupů a arcibiskupů
Seznam yorských biskupů a arcibiskupů

## Římskokatoličtí biskupové
- 625–633 Paulinus
- 633–664 funkce neobsazena
- 664–669 Chad (Ceada)
- 669–678 Wilfrid I. (sv. Wilfrid)
- 678–706 sv. Bosa
- 706–714 John (sv. John of Beverley)
- 714–732 Wilfrid II.
- asi 732 – 735 Ecgbert

## Římskokatoličtí arcibiskupové
- 735–766 Ecgbert
- asi 767 – asi 780 Æthelbert
- asi 780 – 796 Eanbald I.
- 796 – asi 808 Eanbald II.
- asi 808 – asi 834 Wulfsige
- 837–854 Wigmund
- 854–896 Wulfhere
- 900 – (asi mezi lety 904 a 928) Æthelbald
- (asi mezi lety 904 a 928) – 931 Hrotheweard (nebo Lodeward)
- 931–956 Wulfstan I.
- asi 958 – 971 Oskytel
- 971 Edwald (nebo Ethelwold)
- 971–992 sv. Osvald
- 995–1002 Ealdulf (opat z Peterborough)
- 1002–1023 Wulfstan II.
- 1023–1051 Ælfric Puttoc
- 1051–1060 Cynesige
- 1061–1069 Ealdred
- 1070–1100 Thomas I.
- 1101–1108 Gerard
- 1109–1114 Thomas II.
- 1119–1140 Thurstan
- 1143–1147 a 1154 William Fitzherbert
- 1147–1153 Henry Fitzherbert / William Fitzherbert
- 1154–1181 Roger of Pont-L'Eveque
- 1181–1191 Geoffrey Plantagenet
- 1215–1255 Walter de Grey
- 1256–1258 Sewal de Bovill
- 1258–1265 Godfrey of Ludham (nebo Kineton)
- 1256–1279 Walter Giffard
- 1279–1285 William Wickwane
- 1286–1296 John le Romeyn (Romanus)
- 1298–1299 Henry of Newark
- 1300–1304 Thomas of Corbridge
- 1306–1316 William Greenfield
- 1317–1340 William of Melton
- 1342–1352 William le Zouche
- 1352–1373 John of Thoresby
- 1374–1388 Alexander Neville
- 1388–1396 Thomas Arundel
- 1396–1398 Robert Waldby
- 1398–1405 Richard le Scrope
- 1406–1423 Henry Bowet
- 1425–1452 John Kempe
- 1452–1464 William Booth
- 1465–1476 George Neville
- 1476–1480 Lawrence Booth
- 1480–1500 Thomas Rotheram (nebo také Scott)
- 1501–1507 Thomas Savage
- 1508–1514 Christopher Bainbridge
- 1514–1530 Thomas Wolsey
- 1531–1544 Edward Lee
- 1545–1554 Robert Holgate
- 1555–1560 Nicholas Heath

## Anglikánští arcibiskupové
- 1561–1568 Thomas Young
- 1570–1576 Edmund Grindal
- 1577–1588 Edwin Sandys
- 1589–1594 John Piers
- 1595–1606 Matthew Hutton
- 1606–1628 Tobias Matthew
- 1628 George Monteigne
- 1628–1631 Samuel Harsnett
- 1632–1640 Richard Neile
- 1641–1650 John Williams
- 1660–1664 Accepted Frewen
- 1664–1683 Richard Sterne
- 1683–1686 John Dolben
- 1688–1691 Thomas Lamplugh
- 1691–1714 John Sharp
- 1714–1724 Sir William Dawes
- 1724–1743 Lancelot Blackburne
- 1743–1747 Thomas Herring
- 1747–1757 Matthew Hutton
- 1757–1761 John Gilbert
- 1761–1776 Robert Hay Drummond
- 1777–1807 William Markham
- 1807–1847 Edward Venables Vernon (afterwards Harcourt)
- 1847–1860 Thomas Musgrave
- 1860–1862 Charles Thomas Longley
- 1862–1890 William Thomson
- 1890–1891 William Connor Magee
- 1891–1908 William Dalrymple Maclagan
- 1908–1928 Cosmo Gordon Lang
- 1929–1942 William Temple
- 1942–1955 Cyril Forster Garbett
- 1956–1961 Arthur Michael Ramsey
- 1961–1974 Frederic Donald Coggan
- 1975–1983 Stuart Yarworth Blanch
- 1983–1995 John Stapylton Habgood
- 1995–2005 David Hope
- 2005–2020 Dr. John Sentamu
- 2020– Stephen Geoffrey Cottrell